# Кукурузная мука

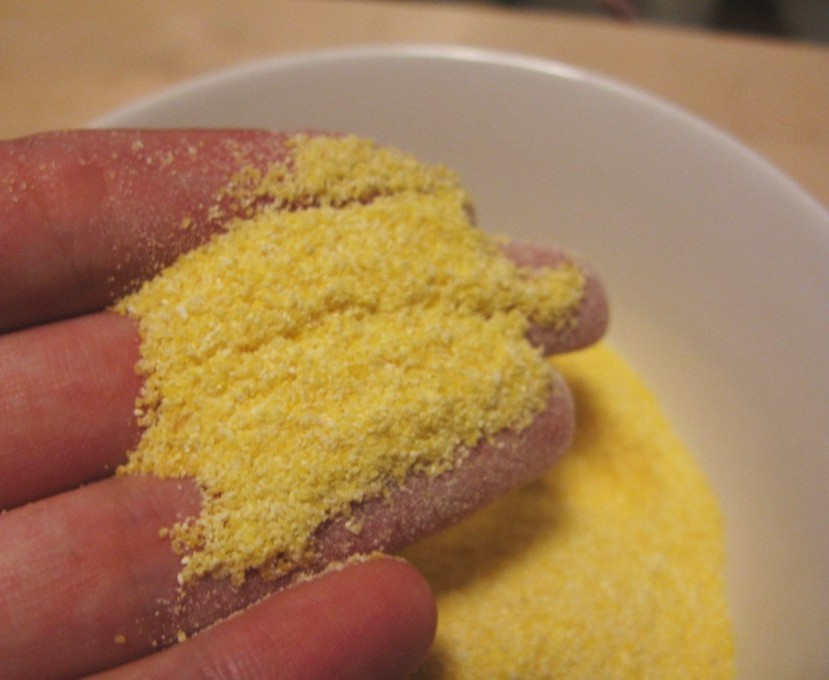
Кукурузная мука крупного помола

Кукурузная мука — мука из кукурузных зёрен, прошедших предварительную очистку, удаление оболочки и зародыша. Таким образом получают муку кукурузную обойную, крупного и тонкого помола. Мука наилучшего качества получается из белозёрной кукурузы. Жёлтозёрные сорта придают муке цветную окраску.
Кукурузную муку применяют для приготовления каш, лепёшек, выпечки хлебобулочных изделий.